# Бутскафле
Бутскафле или вестовой жезл (швед. диалект др.-сканд. buþkafle) — в традиции североевропейских народов условный знак в виде предмета, который рассылался по населенным пунктам в случае опасности, для организации восстания и по другим важным делам, с целью собрать население в заранее установленном и подобающем случаю месте.

## Скандинавия
В Швеции представлял собой палицу или просто деревянную чурку, обоженную с одной стороны и с привязанной веревкой или лентой с другой. Олаф Магнус (1555) утверждал, что тот кто не передал бутскафле в следующую деревню, будет казнен, а его хозяйство сожжено. В Норвегии (норв. budstikke) представлял собой просто стрелу.
Бутскафле обычно содержал на себе руны и другие обозначения, чтобы указать причину сбора (напр., выборы конунга у Мурастена) и имя того, кто его собирает. Когда собирали тинг, бутскафле мог быть в форме топора, а в случае, если собрание касалось богохульства или иных церковных дел — в форме креста.
В средние века бутскафле использовался как официальный механизм сбора населения, и потому изготавливать его имели право лишь уполномоченные представители власти. Однако особенно эффективно бутскафле работало при созыве народных масс на восстания против тирании правительства или высоких налогов. Потому после Даларнских танцев были введены жесткие ограничения на использование бутскафле.
В Швеции бутскафле были стандартизированы в период реорганизации села в 1742 году и стали применяться лишь на селе. В период XIX — XX веков более конкретные послания прикреплялись к самому бутскафле или всовывались в углубление. Даже в начале XX века в шведском праве существовал закон, предписывающий пересылать бутскафле от деревни к деревне в случае лесных пожаров.

## Британские острова
В Англии известен под термином огненный крест (англ. fiery cross) — калька с гэльского crann-tara. Однако у самих англичан подобная традиция не имела распространения и термин использовался для обозначения традиций североевропейских народов, таких как скандинавы и шотландцы.
В Шотландии аналогом бутскафле является кранн тара (гэльск. crann-tara), она служит сигналом началом войны и требует от всех членов клана, чтобы они сплотились и выступили на защиту своей территории.
Традиция кранн тары хорошо описана в творчестве Сэра Вальтера Скотта. Кранн тара представляет собой небольшой горящий крест или обуглившийся кусок дерева, который переносят от поселения к поселению.
The gathering beam, сигнал, использовавшийся ранее, в случае нападения или нависающий опасности, чтобы призвать клан к оружию. Это был кусок дерева, наполовину сожженный и обмазанный кровью, как знак наказания огнём и мечем, которое ждет тех кто не откликнется на призыв. Его передавали от одного заранее назначенного посланца к следующему, и таким путём тревога передавалась на огромные территории в удивительно короткие сроки. В 1745 году кранн тара пересекла широкую область Бредалбейн в 30 миль за 3 часа.
Наиболее известным было использование кранн тара в 1745 году в период Восстаний Якобитов. Последним случаем, когда шотландские горцы поднимались по призыву кранн тара, был случай в 1820 году, когда 800 членов клана Грант, маршируя и распевая псалмы, пришли на выручку своему вождю и его сестре, осажденным в их доме в деревне Элгин.
Аналогичная традиция существовала на острове Мэн.
Хотя большинство членов Ку-Клукс-Клана были потомками иммигрантов из Шотландии, доподлинно не известно, принесли ли они с собой традицию кранн тары в Америку и было ли использование Ку-Клукс-Кланом огненных крестов данью традициям.
Crann Tara — также название гэльской новостной передачи на Grampian Television (ITV).